# GREB1L
GREB1L‏ (GREB1 like retinoic acid receptor coactivator) هوَ بروتين يُشَفر بواسطة جين GREB1L في الإنسان.